# Stephen Thomas Erlewine

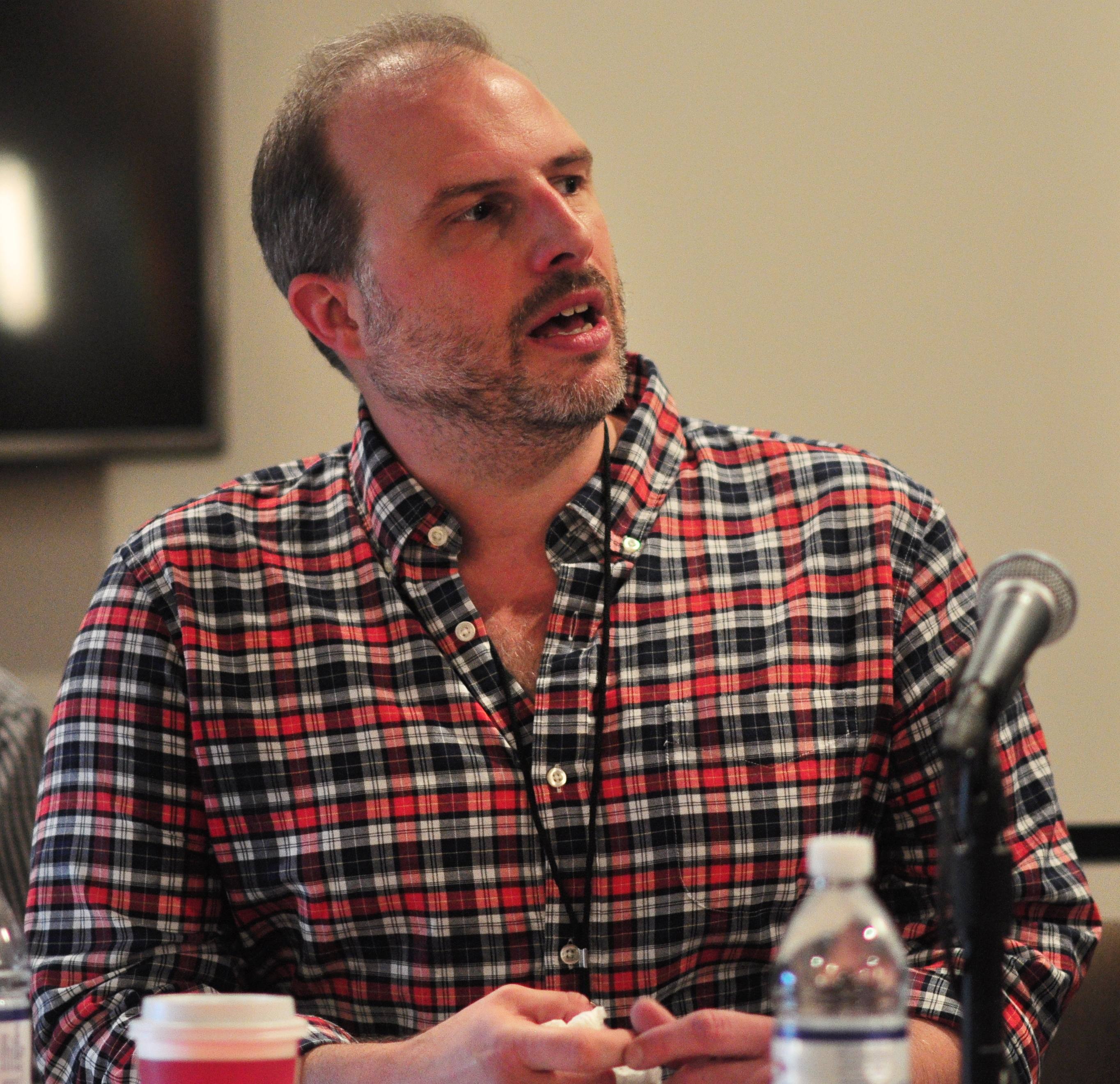
Stephen Thomas Erlewine im Jahr 2017

Stephen Thomas Erlewine (* 18. Juni 1973 in Ann Arbor, Michigan) ist ein US-amerikanischer Musikkritiker und Senior Editor von AllMusic.

## Werdegang
Erlewine ist ein Neffe des ehemaligen Musikers und AllMusic-Gründers Michael Erlewine. Er studierte an der University of Michigan, wo er Englisch als Hauptfach belegte, und war Musikredakteur (1993–94) und dann Kulturredakteur (1994–1995) der Schulzeitung The Michigan Daily sowie DJ beim Campus-Radiosender WCBN.
Er ist freiberuflich tätig und Autor zahlreicher Musikerbiografien. Er hat zu einer Reihe von Büchern beigetragen, darunter All Music Guide to Rock: The Definitive Guide to Rock, Pop, and Soul und All Music Guide to Hip-Hop: The Definitive Guide to Rap & Hip-Hop. Gelegentlich schreibt er auch Beiträge in Liner Notes von Booklets.
Erlewine ist Frontman und Gitarrist der aus Ann Arbor stammenden Band Who Dat?.